# Bena (winorośl)
Bena – szczep winorośli właściwej o jasnej skórce, liczący się w Bośni i Hercegowinie, ale tylko tam uprawiany.
Szczep jest endemiczny dla Bośni i Hercegowiny. Tradycyjnie uprawiany w okolicach Mostaru. Wchodzi w skład win kupażowanych, przeważnie z žilavką w roli głównej. Nie zarejestrowano synonimów nazwy.